# Wehrersatzdienst
Als Wehrersatzdienst (nach Artikel 12a Abs. 2 des Grundgesetzes „Ersatzdienst“ genannt) bezeichnet man Dienste, die anstelle des Wehrdienstes zur Ableistung der Wehrpflicht geleistet werden können. Grundsätzlich ist der Wehrdienst die Normalform. Zwischen ihm und dem Zivildienst als Wehrersatzdienst besteht kein Wahlrecht. Aufgrund des Art. 4, Abs. 3 des GG besteht aber ein Recht auf Anerkennung als Kriegsdienstverweigerer aus Gewissensgründen. Andere Formen des Wehrersatzdienstes sind in der Regel aufgrund ihrer Gemeinnützigkeit vom Gesetzgeber anerkannt und können mit Zustimmung der zuständigen Behörde anerkannt werden.

## Wehrersatzdienst in Deutschland bis Juni 2011
In Deutschland waren einige Personengruppen von der Wehrpflicht ausgenommen (z. B. Polizisten und Priester). Andere waren aufgrund ihres Gesundheitszustandes nicht wehrdienstpflichtig. Ebenso gab es Möglichkeiten, den Wehrdienst durch eine mehrjährige Verpflichtung bei z. B. der Freiwilligen Feuerwehr oder dem Technischen Hilfswerk zu ersetzen. Und es gab die Möglichkeit den Kriegsdienst zu verweigern und einen Zivildienst zu leisten. Mit der Aussetzung der Wehrpflicht in Deutschland zum 1. Juli 2011 wurde ebenso der Zivildienst ausgesetzt.
Für Freiwillige wurde als „Nachfolger“ des Zivildienstes zum 1. Juli 2011 der Bundesfreiwilligendienst ins Leben gerufen.

### Zivildienst als Folge der Kriegsdienstverweigerung
Wehrpflichtige, die einen Antrag auf Kriegsdienstverweigerung („KDV-Antrag“) stellen, sind nach ihrer Anerkennung vom Kriegsdienst befreit, können aber im Verteidigungsfall zu zivilen Tätigkeiten herangezogen werden. Im Regelfall leisteten anerkannte Kriegsdienstverweigerer einen Zivildienst als Wehrersatzdienst ab.
Für anerkannte Verweigerer bestand auch die Möglichkeit, einen Anderen Dienst im Ausland (ADiA) zu leisten. Im Rahmen der Völkerverständigung leisteten hierbei anerkannte Kriegsdienstverweigerer Einsätze in verschiedenen Formen. Der Dienst dauerte zwei Monate länger als der reguläre Zivildienst.
Anerkannten Kriegsdienstverweigerern, die aus Gewissensgründen auch keinen Zivildienst leisten konnten (z. B. Zeugen Jehovas) wurde die Möglichkeit eingeräumt, stattdessen ein Arbeitsverhältnis in einem Krankenhaus oder einer anderen Einrichtung zur Behandlung, Pflege und Betreuung einzugehen. Das Arbeitsverhältnis dauerte ein Jahr länger als der Zivildienst.

### Verpflichtung im Zivil- oder Katastrophenschutz
Durch eine mehrjährige Verpflichtung zur Mitwirkung im Zivil- oder Katastrophenschutz nach § 13a Wehrpflichtgesetz bzw. nach § 14 Zivildienstgesetz konnte man die Ableistung des Wehrdienstes ersetzen. Die Verpflichtungszeit änderte sich mit der jeweiligen Dauer des Wehrdienstes. Im Unterschied zum Zivil- oder Wehrdienstleistenden konnte man aber sein gewohntes Leben weiterführen, da sich die Pflichten neben z. B. dem Studium oder der Arbeit erfüllen ließen. Die Anerkennung als Helfer setzte jedoch voraus, dass die zuständige Katastrophenschutzbehörde die Zustimmung erteilt hatte.
Der Dienst im Zivil- oder Katastrophenschutz konnte bei folgenden Organisationen abgeleistet werden:
- Technisches Hilfswerk
- Deutsche Lebens-Rettungs-Gesellschaft
- Deutsches Rotes Kreuz
- Johanniter-Unfall-Hilfe
- Arbeiter-Samariter-Bund Deutschland
- Malteser Hilfsdienst
- Regieeinheiten der Katastrophenschutzbehörden
- Freiwillige Feuerwehr (der Dienst dauerte zuletzt vier Jahre)

### Entwicklungsdienst
Entwicklungshelfer anerkannter Entwicklungshilfeorganisationen wurden nach zweijähriger Tätigkeit nicht mehr zum Wehr- oder Zivildienst herangezogen.

### Freiwilliges Soziales oder Ökologisches Jahr
Ab Juni 2002 war es anerkannten Verweigerern möglich, ihren Dienst in Form eines Freiwilligen Sozialen Jahres (FSJ) oder eines Freiwilligen Ökologischen Jahres (FÖJ) abzulegen.

### Polizeivollzugsdienst
Personen, die dem Vollzugsdienst der Polizei eines Landes oder des Bundes angehörten oder für diesen durch schriftlichen Bescheid angenommen waren, wurden nicht zum Wehr- bzw. Zivildienst herangezogen. Ebenso wurde nicht herangezogen wer grenzschutzdienstpflichtig war.

## Wehrersatzdienst in der DDR
In der Deutschen Demokratischen Republik (DDR) bedeutete der Wehrersatzdienst ab April 1962 bis zur Verabschiedung des Wehrdienstgesetzes vom 25. März 1982 einen Dienst in den Volkspolizei-Bereitschaften und Transportpolizei-Einsatz-Kompanien, im Wachregiment des Ministeriums für Staatssicherheit, den Einheiten der Zivilverteidigung oder den Baueinheiten der Nationalen Volksarmee (Bausoldaten). Neben der vorrangigen Ausbildung in militärischen Handlungen kamen weitere spezifische Ausbildungsinhalte hinzu. In den „Kasernierten Einheiten des MdI“ der DDR beispielsweise nach Anforderung beim Minister die Handlungen als geschlossene Formationen zur Unterstützung der Dienstzweige der Volkspolizei bei der Aufrechterhaltung der öffentlichen Ordnung.
Nach dem §2 Absatz 3 des Wehrdienstgesetzes von 1982 (§1 Absatz 1 der Dienstlaufbahnordnung) entsprach der Dienst in den Kasernierten Einheiten des MdI „der Ableistung des Wehrdienstes“. §1 Absatz 2 bestimmte als Kasernierte Einheiten des MdI: „die Volkspolizei-Bereitschaften, die Kompanien der Transportpolizei, die Offiziershochschule und die Unterführerschule des Ministeriums des Innern - Bereitschaften - und andere entsprechende Einheiten bzw. Einrichtungen des Ministeriums des Innern (...), in denen Dienst gemäß dieser Dienstlaufbahnordnung geleistet wird.“ Entsprechende Einheiten ... waren: Nachrichten-Bereitschaft, 'Dienststelle der DVP Blumberg' in Freudenberg, selbständige Kompanien und Teile in Ausbildungseinrichtungen des Ministeriums für Staatssicherheit in Dommitzsch und Bautzen.
Eine Wahl zwischen Wehrdienst und „Wehrersatzdienst“ bestand nicht; man konnte entweder zum Wehrdienst bei der NVA einberufen werden oder zum Wehrersatzdienst bei der Bereitschafts- oder Transportpolizei. MfS und ZV suchten sich potentielle Kandidaten vorher aus; Wehrdienstverweigerer wurden üblicherweise zu den Bausoldaten einberufen.